# Daniela Melchior

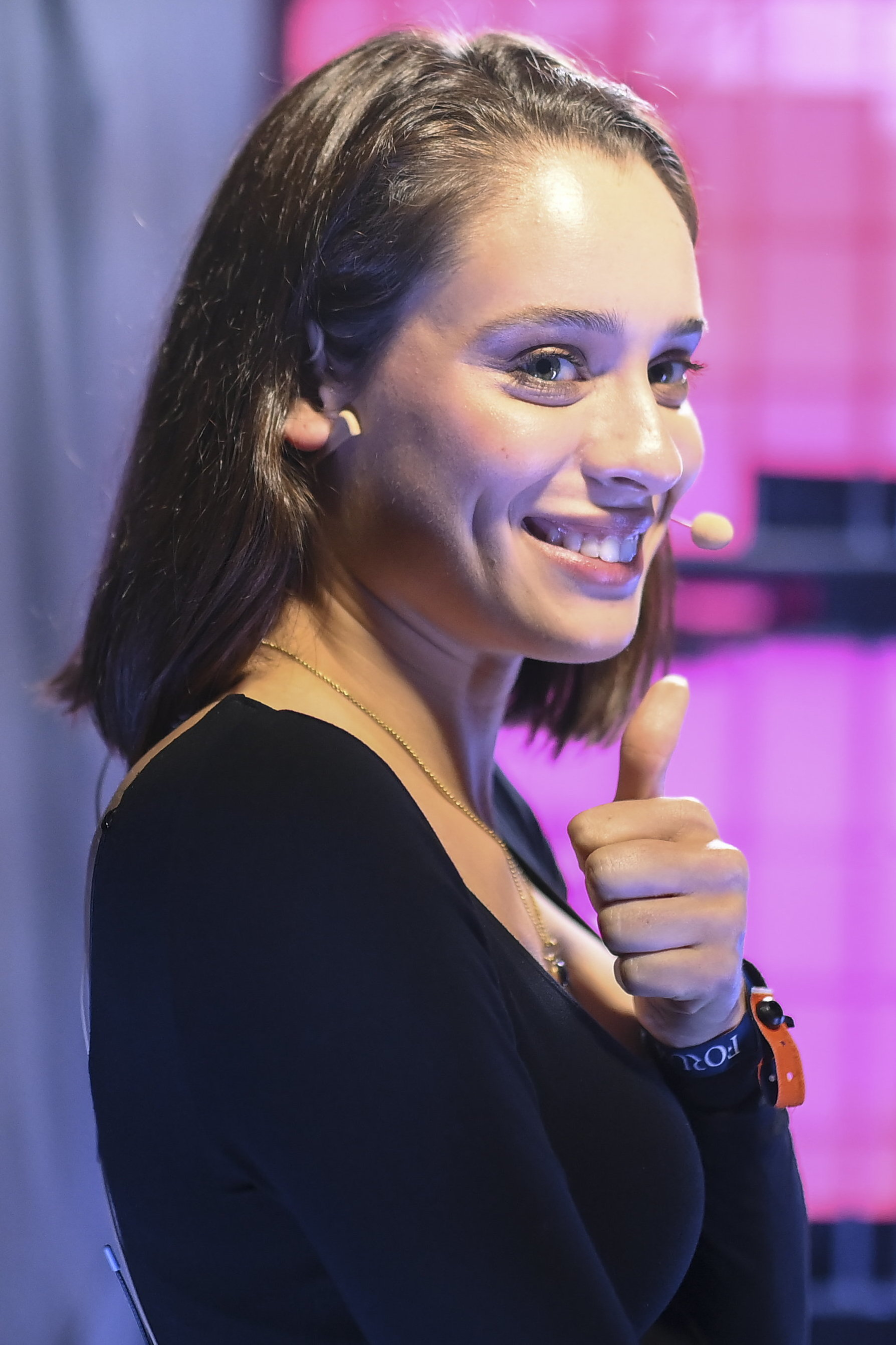
Daniela Melchior (2021)

Daniela Melchior (ur. 1 listopada 1996) – portugalska aktorka, która wystąpiła m.in. w filmie Legion samobójców: The Suicide Squad.

## Filmografia

### Filmy
| Rok  | Tytuł                                | Rola                   | Uwagi               |
| ---- | ------------------------------------ | ---------------------- | ------------------- |
| 2018 | The Black Book                       | La Fille               |                     |
| 2018 | Spider-Man Uniwersum                 | Spider-Gwen            | portugalski dubbing |
| 2018 | Parque Mayer                         | Deolinda               |                     |
| 2021 | Legion samobójców: The Suicide Squad | Cleo Cazo / Ratcatcher |                     |
| 2022 | Marlowe                              | Lynn Peterson          |                     |
| 2023 | Klub zabójców (Assassin Club)        | Sophie                 |                     |
| 2023 | Strażnicy Galaktyki vol. 3           | Ura                    |                     |
| 2023 | Szybcy i wściekli 10 (Fast X)        | Isabel                 |                     |
| 2024 | Road House                           | Ellie                  |                     |
| 2025 | American Sweatshop                   | Ava Lopez              |                     |

### Telewizja
| Rok     | Tytuł                        | Rola                | Uwagi                |
| ------- | ---------------------------- | ------------------- | -------------------- |
| 2014–15 | Mulheres                     | Viviana Gomes       | 316 odc.             |
| 2016    | Massa Fresca                 | Carminho Santiago   | 68 odc.              |
| 2017    | Ouro Verde                   | Cláudia Andrade     | 221 odc.             |
| 2018    | A Herdeira                   | Ariana Franco       | 190 odc.             |
| 2018–19 | Valor da Vida                | Isabel Vasconcellos | 203 odc.             |
| 2019    | O Livro Negro do Padre Dinis | La Fille            | 6 odc.               |
| 2021    | Pecado                       | Maria Manuel        | miniserial, gł. rola |